# Želva žlutolící
Želva žlutolící (Trachemys scripta scripta) je želva z čeledi emydovitých, poddruh želvy nádherné. Trachemys scripta jsou první želvy, u kterých byly vyšlechtěny barevné mutace.

## Popis
Dospělý sameček má délku asi 13–20 centimetrů, samičky asi 20–33 centimetrů. Karapax je obvykle hnědo černý, často se žlutými pruhy. Kůže je olivově zelená se žlutými místy na nohou a krku. Plastron je převážně žlutý se zelenými fleky na okrajích. Na končetinách mají plovací blánu a drápy. Samec má dlouhé drápy na předních končetinách a výrazně delší, v bázi širší ocas. Samice je větší, má krátké drápy, otvor kloaky má výrazně blíže krunýři.

## Potrava
Patří mezi všežravce. Živí se hlavně hmyzem, korýši, vodními plži a červy, občas také i malými rybkami a mršinami drobných obratlovců. Mláďata jsou téměř výhradně masožravá, postupem času je zvyšují podíl přijímané rostlinné složky zhruba až na 50%. Z rostlin v přírodě jedí především okřehek, v zajetí se živí pampeliškovými listy, salátem nebo i přebytky akvarijních rostlin, jakou jsou okřehek, Pistia, Ceratopteris atd. Pro zdárný růst krunýře je vhodné podávat mladým želvám vápníkové koncentráty.

## Reprodukce
V období páření se dvoří samec tak, že zatahuje hlavu mezi přední končetiny, které vystrčí s drápy namířenými k samici a třepe jimi. Pohlavní dospělosti dosahují asi pátý rok, stěžejní je ale především dosažená velikost želvy. Rozmnožuje se začátkem jara. Délka vývoje je asi 10–13 týdnů. Počátkem léta si samice vyhloubí nohama jámu, do níž naklade 5 až 23, typicky 10 vajec. Jámu s vejci přikryje zadníma nohama pískem.

## Výskyt
Přirozeně se vyskytuje na jihovýchodě Spojených států amerických v oblasti od Floridy do jihovýchodní Virginie, kde je nejrozšířenější želvou. Vyskytuje se jak v pomalu proudících řekách, tak v údolních nivách, bažinách a mokřadech.